# Kup Srbije 2024-2025
La Kup Srbije u fudbalu 2024-2025 (in cirillico Куп Србије у фудбалу 2024-2025, Coppa di Serbia di calcio 2024-2025) è stata la 19ª edizione della Kup Srbije, iniziata l'11 settembre 2024 e terminata il 21 maggio 2025.
La Stella Rossa, squadra campione in carica, si è riconfermata vincendo la competizione per l'ottava volta dopo aver battuto in finale per 3-0 il Vojvodina.

## Calendario
| Turno                | Date              | Numero di incontri | Squadre |
| -------------------- | ----------------- | ------------------ | ------- |
| Turno preliminare    | 11 settembre 2024 | 5                  | 38 → 32 |
| Sedicesimi di finale | 30 ottobre 2024   | 16                 | 32 → 16 |
| Ottavi di finale     | 4 dicembre 2024   | 8                  | 16 → 8  |
| Quarti di finale     | 2 aprile 2025     | 4                  | 8 → 4   |
| Semifinali           | 7 maggio 2025     | 2                  | 4 → 2   |
| Finale               | giugno 2025       | 1                  | 2 → 1   |

## Partite

### Turno preliminare
Nel turno preliminare si giocano 5 gare ad eliminazione diretta, con calci di rigore in caso di parità al termine dei 90 minuti regolamentari.
| Squadra 1         | Risultato       | Squadra 2                |
| ----------------- | --------------- | ------------------------ |
| 11 settembre 2024 |                 |                          |
| Pusta reka        | 1 – 1 (3-5 dtr) | FK Trepča                |
| Hajduk Divoš      | 2 – 3           | Novi Sad                 |
| FK FAP            | 2 – 1           | Metalac Gornji Milanovac |
| Zemun             | 3 – 1           | Kolubara                 |
| Mladost GAT       | 1 – 0           | Radnički Novi Beograd    |

### Primo turno
Il sorteggio per il primo turno si è tenuto il 17 ottobre 2024.
| Squadra 1             | Risultato       | Squadra 2           |
| --------------------- | --------------- | ------------------- |
| 30 ottobre 2024       |                 |                     |
| Dubočica Leskovac     | 0 – 2           | Mladost Lučani      |
| Vršac                 | 1 – 1 (3-5 dtr) | TSC Bačka Topola    |
| Novi Sad              | 1 – 2           | Spartak Subotica    |
| FK Trepča             | 0 – 6           | Radnički Niš        |
| Radnički S. Mitrovica | 0 – 1           | Vojvodina           |
| Grafičar Belgrado     | 2 – 1           | Železničar Pančevo  |
| Zemun                 | 1 – 2           | Javor Ivanjica      |
| FK FAP                | 2 – 3           | Radnik Surdulica    |
| Inđija                | 0 – 1           | Radnički Kragujevac |
| Smederevo             | 1 – 3           | Novi Pazar          |
| OFK Belgrado          | 2 – 2 (4-3 dtr) | Voždovac            |
| Jedinstvo Ub          | 0 – 1           | Čukarički           |
| Sloboda Užice         | 2 – 2 (1-3 dtr) | Napredak Kruševac   |
| Tekstilac Odžaci      | 0 – 7           | Stella Rossa        |
| Mačva Šabac           | 0 – 1           | IMT Belgrado        |
| Mladost GAT           | 0 – 3           | Partizan            |

### Ottavi di finale
Il sorteggio per il primo turno si è tenuto il 25 novembre 24.
| Squadra 1         | Risultato       | Squadra 2           |
| ----------------- | --------------- | ------------------- |
| 4 dicembre 2024   |                 |                     |
| Vojvodina         | 3 – 1           | Grafičar Belgrado   |
| Napredak Kruševac | 0 – 0 (5-4 dtr) | Javor Ivanjica      |
| Mladost Lučani    | 1 – 2           | IMT Belgrado        |
| Novi Pazar        | 2 – 0           | Radnički Kragujevac |
| 12 marzo 2025     |                 |                     |
| Čukarički         | 0 – 2           | Radnički Niš        |
| Radnik Surdulica  | 0 – 3           | Partizan            |
| TSC Bačka Topola  | 2 – 1           | Spartak Subotica    |
| 26 marzo 2025     |                 |                     |
| Stella Rossa      | 5 – 3           | OFK Belgrado        |

### Quarti di finale
| Squadra 1         | Risultato        | Squadra 2        |
| ----------------- | ---------------- | ---------------- |
| 2 aprile 2025     |                  |                  |
| Radnički Niš      | 0 – 1            | Vojvodina        |
| Napredak Kruševac | 2 – 1            | IMT Belgrado     |
| Partizan          | 0 – 0 (9-10 dtr) | TSC Bačka Topola |
| Stella Rossa      | 2 – 1            | Novi Pazar       |

### Semifinali
| Squadra 1     | Risultato | Squadra 2         |
| ------------- | --------- | ----------------- |
| 7 maggio 2025 |           |                   |
| Vojvodina     | 2 – 0     | TSC Bačka Topola  |
| Stella Rossa  | 4 – 2     | Napredak Kruševac |

### Finale
| Zaječar 22 maggio 2025, ore 17:00 CEST                                    | Stella Rossa | 3 – 0 | Vojvodina | Zaječar City Stadium |
| \| \| \| \| \| B. Duarte 22’ Milson 90+5’ Katai 90+12’ \| Marcatori \| \| |              |       |           |                      |
|                                                                           |              |       |           |                      |
| B. Duarte 22’ Milson 90+5’ Katai 90+12’                                   | Marcatori    |       |           |                      |